# الشمامة (قرية)
قرية الشمامة هي إحدى القرى التابعة لمركز الحمام في محافظة مطروح في جمهورية مصر العربية. حسب إحصاءات سنة 2018، بلغ إجمالي السكان في الشمامة 834 نسمة، منهم 668 رجل و 166 امرأة.